# المجموعة الفردانية D
المجموعة الفردانية D أو D-CTS3946 أو السُّلالة D، هي مجموعة فردانيَّة بشريَّة ذكوريَّة. ومثل شقيقتها البعيدة نسبيًا السُّلالة E-M96، تمتلك السُّلالة D تعدد أشكال الحدث الفريد، والذي يحدد السُّلالة الأصليَّة DE.
تم العثور على الفئات الفرعية من المجموعة الفردانية D-CTS3946 بشكل أساسي في شرق آسيا، على الرغم من أنها توجد أيضًا بانتظام بتردد منخفض في آسيا الوسطى وجنوب شرق آسيا، كما تم العثور عليها بشكل متقطع في غرب إفريقيا وغرب آسيا.

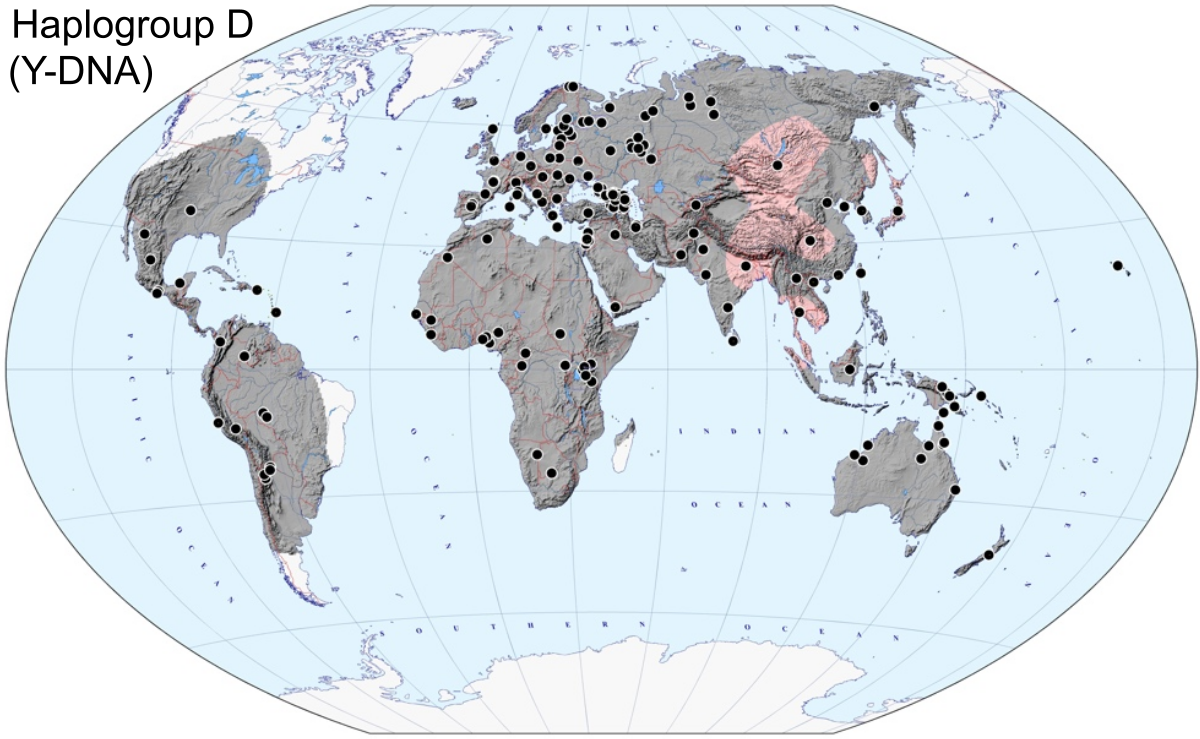
توزع السلالة D في شرق آسيا

## التوزيع

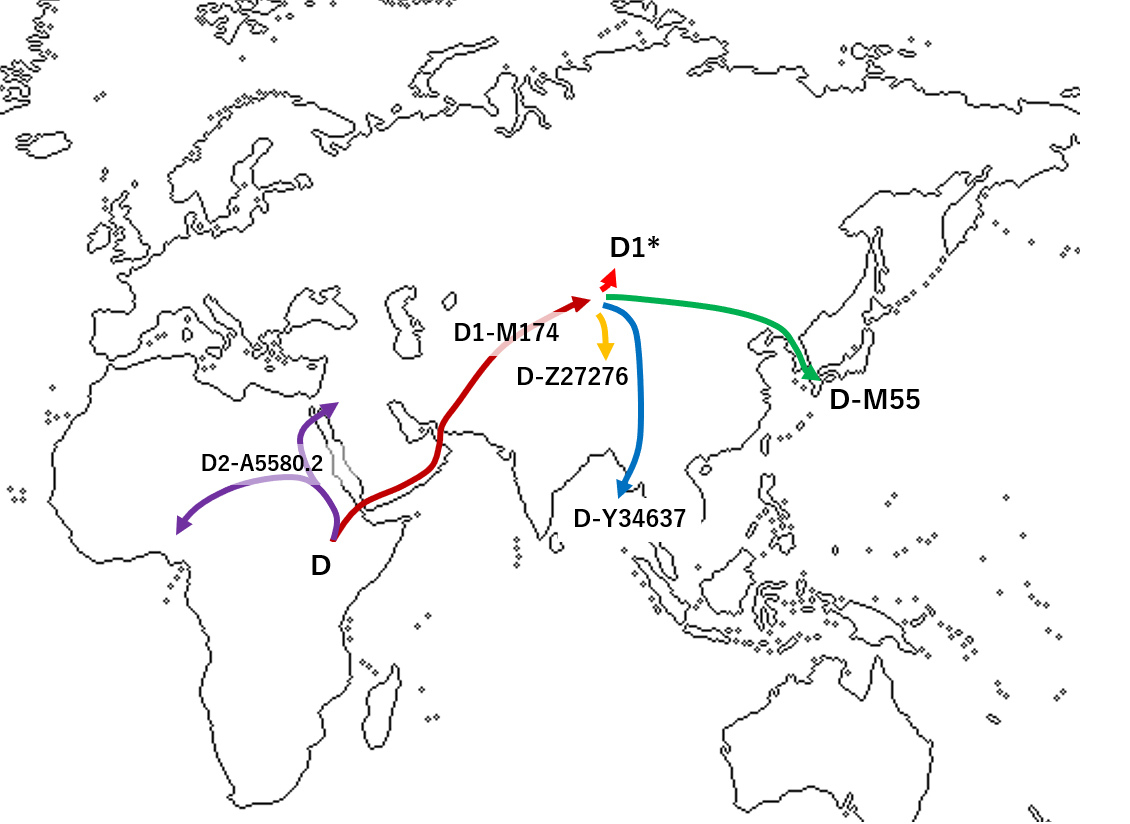
الهجرة المقترحة للسُّلالة D وفقًا للباحث هابر وآخرين.

توجد مقترحات مختلفة فيما يتعلق بأصل السُّلالة الأب DE، حيث يشير البعض إلى أصل أفريقي، بينما يرجعها البعض الآخر إلى أصل آسيوي. لكن كان، ولا يزال، يُفترض أنه من أصل آسيوي ويوجد حصريًا في آسيا.
تم العثور على ثلاث عينات من D2 (في عام 2019) بواسطة FTDNA: اثنتان في الوجه على الساحل الغربي للمملكة العربية السعودية. وواحدة أخرى في سوريا (وهو D2b-FT51782). كما تم العثور على عينة D2b-FT51782 بين آل القربي من البيضاء، في اليمن والتي تبين أن عمرها عدة آلاف من السنين مرتبطة بتلك الموجودة في سوريا. ويوجد شخص آخر (اللقب غير معروف) في محافظة شبوة المجاورة يحمل TMRCA 1700 سنة. أعلن مايكل ساغر من فاميلي تري في عام 2020 أنه تم العثور على عينة أخرى لدى أمريكي من أصل أفريقي، وواحدة في أمريكي من أصل أفريقي آخر. العينات الموجودة من الشخص السوري وفي أحد الأمريكيين من أصل أفريقي تعتبر حتى الآن العينات الأساسية لـ D2. وتشترك العينة الأمريكية الأفريقية الأخرى في الفرع مع النيجيريين الثلاثة. تشير الأدلة الحديثة (كما اقترحها الباحث هابر وآخرون أيضًا) إلى أن D2 عبارة عن سلالة متباينة للغاية قريبة من انقسام DE ولكن على الفرع D وتفتقر إلى طفرة M174 التي تمتلكها سلالات D الأخرى المعروفة (التي تنتمي إلى شقيقها D-). م174).